# Edward Kłosiński
Pour les articles homonymes, voir Kłosiński.
Edward Stefan Kłosiński (prononcé en polonais : [ˈɛdvart kwɔˈɕiɲskʲi]), né le 2 janvier 1943 à Varsovie (Pologne) et mort le 5 janvier 2008 à Milanówek (Pologne), est un directeur de la photographie polonais.

## Biographie
Edward Kłosiński termine ses études à l'École nationale de cinéma de Lodz en 1967. Ses débuts à l'écran ont lieu en 1972 et l'année suivante, il travaille pour la première fois avec Krzysztof Zanussi. Andrzej Wajda l'engage en 1974 pour les débuts de son premier film, La Terre de la grande promesse.
Kłosiński meurt d'un cancer du poumon le 5 janvier 2008 à Milanówek. Il est enterré au cimetière évangélique de la confession d'Augsbourg à Varsovie.

## Filmographie
- 1973 : Illumination
- 1977 : L'Homme de marbre (Człowiek z marmuru) d'Andrzej Wajda
- 1978 : Sans anesthésie (Bez znieczulenia) d'Andrzej Wajda
- 1981 : L'Homme de fer
- 1986 : Chronique des événements amoureux (Kronika wypadków milosnych) d'Andrzej Wajda
- 1991 : Europa
- 1994 : Trois Couleurs : Blanc de Krzysztof Kieślowski
- 1997 : Un air si pur...
- 2000 : La Vie comme maladie mortelle sexuellement transmissible
- 2000 : L'Adieu : Le Dernier Été de Brecht
- 2002 : Chopin : Le Désir d'amour
- 2002 : Gebürtig (en)
- 2002 : The Supplement (en)
- 2005 : Persona non grata (en)
- 2007 : Love Comes Lately (en)

### À la télévision
- 1980 : Z biegiem lat, z biegiem dni...
- 1990 : Le Décalogue, épisode Décalogue II de Krzysztof Kieślowski

## Récompenses et distinctions
- 1999 : Prix du film bavarois : Meilleure photographie

- (en) Edward Kłosiński: Awards, sur l'Internet Movie Database